# Municipio de Jackson (condado de Linn, Iowa)
El municipio de Jackson (en inglés: Jackson Township) es un municipio ubicado en el condado de Linn en el estado estadounidense de Iowa. En el año 2010 tenía una población de 1535 habitantes y una densidad poblacional de 16,48 personas por km².

## Geografía
El municipio de Jackson se encuentra ubicado en las coordenadas 42°15′30″N 91°32′8″O / 42.25833, -91.53556. Según la Oficina del Censo de los Estados Unidos, el municipio tiene una superficie total de 93.16 km², de la cual 92,19 km² corresponden a tierra firme y (1,05 %) 0,97 km² es agua.

## Demografía
Según el censo de 2010, había 1535 personas residiendo en el municipio de Jackson. La densidad de población era de 16,48 hab./km². De los 1535 habitantes, el municipio de Jackson estaba compuesto por el 98,96 % blancos, el 0,13 % eran afroamericanos, el 0,07 % eran amerindios, el 0,2 % eran asiáticos, el 0,07 % eran de otras razas y el 0,59 % eran de una mezcla de razas. Del total de la población el 0,52 % eran hispanos o latinos de cualquier raza.